# Polish International 1988
Die Polish International 1988 im Badminton fanden vom 25. bis zum 27. November 1988 in Warschau statt.

## Medaillengewinner
| Disziplin    | Gold                            | Silber                        | Bronze                           |
| ------------ | ------------------------------- | ----------------------------- | -------------------------------- |
| Herreneinzel | Peter Axelsson                  | Michael Søgaard               | Liu Jianjun                      |
| Herreneinzel | Peter Axelsson                  | Michael Søgaard               | Tomas Johansson                  |
| Dameneinzel  | Lee Young-suk                   | Lin Yanfen                    | Hwang Hye-young                  |
| Dameneinzel  | Lee Young-suk                   | Lin Yanfen                    | Zhang Junjing                    |
| Herrendoppel | Park Joo-bong Lee Sang-bok      | Fu Qiang Li Jian              | Peter Axelsson Mikael Rosén      |
| Herrendoppel | Park Joo-bong Lee Sang-bok      | Fu Qiang Li Jian              | Andrei Antropow Sergey Sevryukov |
| Damendoppel  | Chung Myung-hee Hwang Hye-young | Lee Young-suk Lee Heung-soon  | Gao Meifeng Zhang Junjing        |
| Damendoppel  | Chung Myung-hee Hwang Hye-young | Lee Young-suk Lee Heung-soon  | Elena Rybkina Irina Serova       |
| Mixed        | Park Joo-bong Chung Myung-hee   | Sergey Sevryukov Irina Serova | Li Jian Gao Meifeng              |
| Mixed        | Park Joo-bong Chung Myung-hee   | Sergey Sevryukov Irina Serova | Ralf Rausch Christine Skropke    |

## Finalergebnisse
| Disziplin    | Sieger                          | Finalist                      | Ergebnis    |
| ------------ | ------------------------------- | ----------------------------- | ----------- |
| Herreneinzel | Peter Axelsson                  | Michael Søgaard               | 15–10, 15–3 |
| Dameneinzel  | Lee Young-suk                   | Lin Yanfen                    | 11–0, 11–1  |
| Herrendoppel | Park Joo-bong Lee Sang-bok      | Fu Qiang Li Jian              | 15–3, 15–9  |
| Damendoppel  | Chung Myung-hee Hwang Hye-young | Lee Young-suk Lee Heung-soon  | 15–6, 15–9  |
| Mixed        | Park Joo-bong Chung Myung-hee   | Sergey Sevryukov Irina Serova | 15–9, 15–4  |